# Tomasz Polewka
Tomasz Polewka (ur. 5 sierpnia 1994 w Grudziądzu) – polski pływak specjalizujący się w stylu grzbietowym, mistrz Europy na krótkim basenie w 2015 roku i rekordzista Polski na dystansie 50 m stylem grzbietowym.

## Kariera pływacka
W 2015 roku na mistrzostwach świata w Kazaniu w konkurencji 50 m stylem grzbietowym z czasem 25,11 zajął 13. miejsce. Na dystansie 100 m stylem grzbietowym uzyskał czas 54,26 i uplasował się na 19. miejscu.
Trzykrotny medalista (dwukrotnie złoto na 50 i 100 m st. grzbietowym oraz brąz w sztafecie 4 × 100 st. zmiennym) na igrzyskach wojskowych w Mungyeong (2015).
W grudniu tego samego roku został mistrzem Europy na krótkim basenie na dystansie 50 m stylem grzbietowym, uzyskując w finale czas 22,96.
Podczas mistrzostw Polski w maju 2016 roku czasem 24,72 poprawił rekord kraju na 50 m grzbietem.
Trzy miesiące później reprezentował Polskę na igrzyskach olimpijskich w Rio de Janeiro. W konkurencji 100 m stylem grzbietowym nie zakwalifikował się do półfinałów i z czasem 54,52 zajął ostatecznie 26. miejsce.
Polewka na mistrzostwach świata na krótkim basenie w Windsorze zajął szóste miejsce na dystansie 50 m stylem grzbietowym, uzyskawszy czas 23,40. W konkurencji 100 m stylem grzbietowym uplasował się na 14. miejscu.
W 2017 roku podczas mistrzostw świata w Budapeszcie na dystansie 50 m stylem grzbietowym zajął 13. pozycję z wynikiem 24,95. Na 100 m stylem grzbietowym był piętnasty (54,12).
Jest żołnierzem Sił Zbrojnych RP w stopniu wojskowym szeregowego.